# Okółek (botanika)
Okółek – u roślin wyrastające z jednego węzła (miejsca na pędzie) rozwidlenia pędu, liście, kwiaty lub ich części składowe takie jak: działki kielicha, płatków, pręciki. O okółku mówimy wówczas, gdy co najmniej trzy takie elementy rozmieszczone są wokół osi i położone na tej samej wysokości (w przypadku, gdy dwa elementy wyrastają na jednej wysokości mówi się o ułożeniu naprzeciwległym). 
Ułożenie okółkowe najłatwiej dostrzec na przykładzie liści u różnych gatunków ulistnionych okółkowo. Ulistnienie okółkowe jest specyficzne dla gatunków (tzn. jest cechą obecną u wszystkich osobników danego gatunku) i ma w związku z tym znaczenie taksonomiczne.  U roślin wieloletnich zdrewniałych zazwyczaj nad liściem tworzą się też zaczątki pączków. Po opadnięciu liści, w następnym sezonie, pączki uaktywniają się, przekształcając w młode pędy, również o ułożeniu okółkowym. 
Układ okółkowy mają też części składowe kwiatu. Są one ułożone w kilku kręgach na różnej wysokości dna kwiatowego, przy tym pozornie jednolity pierścień płatków/pręcików w rzeczywistości często składa się z kilku okółków, o elementach składowych obróconych wobec siebie o pewien kąt tak, aby nie zachodziły na siebie. 
Także ozębnia puszek zarodnionośnych mszaków ma ułożenie okółkowe. 
Szereg roślin, przynajmniej okresowo, wykazuje układ okółkowy także w swojej budowie anatomicznej. W szczególności dotyczy to merystemów bocznych wiązek łyko-drzewnych (kambium) oraz felogen roślin dwuliściennych. Okółki tkanek przez nie wytworzonych tworzą przerywane lub ciągłe pierścienie na całej wysokości rośliny (tzw. walec osiowy).

## Okółek w ochronie ptaków
Szczególne znaczenie dla ptaków wijących gniazda poza dziuplami lub skrzynkami lęgowymi mają okółki powstające w wyniku rozgałęzienia pędu po obumarciu pędu głównego (przewodnika). W powstającym zagłębieniu otoczonym rozwidleniami pędu ptaki te chętnie zakładają gniazda, co jest wykorzystywane także w ogrodnictwie. 
Ogrodnicy, w ramach biologicznego zwalczania szkodników przycinają pęd przewodnik tuż nad okółkiem pączków śpiących (poza okresem wegetacji), przyczyniając się do zwiększenia liczby miejsc lęgowych. Umiejętnie przycinając pędy, można uzyskać okółki przydatne dla ptaków na gniazda nawet w przypadku drzew lub krzewów rozgałęziających się z natury skrętolegle. Taki okółek tworzy się, dokonując odpowiednich cięć przez 2–3 sezony, przy czym pilnować należy, aby nowe odrosty i sąsiednie gałęzie nie zajęły wnętrza kieszeni gniazdowej. W celu zwabienia ptaków należy także stare gniazda usuwać. 
Okółki najłatwiej uzyskać, przycinając takie rośliny jak grab zwyczajny, głóg jednoszyjkowy, klon polny, kolcowój szkarłatny, lipa drobnolistna, porzeczki, kruszyna pospolita, szakłak czy trzmielina zwyczajna.